# Hardee's
Hárdee's —  американська мережа закладів швидкого харчування, керована CKE Restaurants Holdings, Inc., заснована в 1960. Діє переважно на півдні та середньому заході США.